# Малая южная колюшка
Малая южная колюшка (лат. Pungitius platygaster) — вид лучепёрых рыб семейства колюшковых.

## Описание
Пресноводная или солоноватоводная бентическая рыба длиной до 6 см. Перед спинным плавником 8—11 колючек. На хвостовом стебле нет киля.

## Распространение
Распространена в бассейнах Чёрного, Каспийского и Аральского морей. В бассейне Дуная ареал доходит до Белграда. Существует изолированная популяция в бассейне рек Вардар и Альякмон в Греции. Также встречается в озере Иссык-Куль (Киргизия), Сарысу (центральный Казахстан), в верховьях реки Тобол (бассейн Оби).